# Massy Tadjedin
Massy Tadjedin (* 1976 in Teheran, Iran) ist eine iranisch-US-amerikanische Filmregisseurin und Drehbuchautorin.

## Leben
Die gebürtige Iranerin Massy Tadjedin wuchs in Orange County, Kalifornien auf. Sie machte 1999 ihren Abschluss in Englischer Literatur an der Harvard University. Ihr erstes Drama Leo, inszeniert von Mehdi Norowzian und mit Joseph Fiennes, Dennis Hopper und Elisabeth Shue in den Hauptrollen, wurde 2002 veröffentlicht. Nachdem sie Drehbuch zu dem Mysterythriller The Jacket, mit Adrien Brody, Keira Knightley und Kris Kristofferson in den Hauptrollen, schrieb, debütierte sie mit dem Drama Last Night als Regisseurin.

## Filmografie
- 2002: Leo
- 2005: The Jacket
- 2010: Last Night
- 2011: California Romanza
- 2019: Berlin, I Love You